# Bixorestes illustris
Bixorestes illustris är en skalbaggsart som först beskrevs av Johan Wilhelm Dalman 1817.  Bixorestes illustris ingår i släktet Bixorestes och familjen långhorningar. Inga underarter finns listade.